# 姜哲 (韓國)
姜哲（韓語：강철，又名：姜代表，1987年4月5日），韓國MBC電視台於2016年7月20日起播出之水木劇《W－兩個世界》中的男主角角色，也是熱門漫畫《W》的主人公，由韓國男演員李鍾碩飾演。

## 劇情概梗

### 虛構人物介紹
劇中人物設定為韓國前射擊運動員，2004年17歲時於雅典奧運奪得男子射擊比賽50米手槍項目金牌，後選擇離開射擊運動轉往攻讀計算機工程學，現為JN國際的共同代表兼W頻道所有者，是一位個人資產總值達8000億韓元的年輕財閥。

### 虛構人物經歷
12年前，年僅17歲的姜哲第一次為世人所知，他在身為射擊國手的父親指導下，奪得了奧運會射擊項目50米手槍冠軍，兼具實力和韌性，加上帥氣的外表，讓他成為了國民偶像。然而奧運奪冠後不久，姜哲就為了學業宣布放棄射擊運動，轉而進入名牌大學電腦工科就讀。姜哲某天突然遭遇了父母、弟弟和妹妹一家四口被殘忍殺害的悲劇，他因為不在家而逃過一劫，卻也同時成為了最大的嫌疑人，被捕入獄。由於沒有其他有力嫌疑人，加上時任檢察官的個人目的，姜哲一審被判處死刑，二審也被判了無期徒刑，但最高法院以證據不足為由，最終得以無罪釋放。
一年間的牢獄生活幾乎毀了姜哲的人生，人們對他是犯人的懷疑也並未隨著無罪判決而結束。姜哲在經過一年的孤獨與痛苦煎熬後，決定自殺，然而異常氣憤和空虛他在跳江的最後瞬間，想起了「逆轉勝利」一詞。姜哲最終選擇以一決勝負來代替死亡，在找到兇手之前，不會結束自己的人生，他發誓在死之前絕對會抓住犯人，之後便銷聲匿跡。10年後，姜哲再次走進大眾視線，此時的他已經成為排名韓國前三、個人資產超過8000億韓元的超級財閥，有人批判他充滿傳奇色彩的發家史，也有人仍懷疑他就是兇手。姜哲有感於10年前警察、檢察官等的無能與腐敗， 在公司股票上市獲得巨大財富後，建立了一個名為「W」的專業調查頻道，以100億韓元懸賞殺害自己家人的兇手，「W」造成了轟動，大眾因這如閃電般出現的英雄而陷入狂熱，全國都掀起了尋找兇手的熱潮。
某天姜哲接到了一個電話，對方稱找到了一個決定性的證人，並約定晚上10點在酒店樓頂見面。然而姜哲在赴約時，卻遭遇了神秘黑衣人的刺殺，就在他以為自己要和家人一樣不明不白死去的時候，遇到了改變他一生命運的女人吳妍珠，兩人也由此展開了一段往來於現實與虛幻世界的浪漫愛情。

## 相關人物
- 戀人：吳妍珠（韓孝周 飾）

30歲，明世醫院胸腔外科實習生。 　　
- 創造者：吳成務（金義聖 飾）

62歲，著名網絡漫畫家，吳妍珠的爸爸。
- 秘書：尹昭熙（鄭幼珍 飾）

30歲，姜哲的好友。
- 保鏢：徐道允（李太奐 飾）

31歲，曾作為韓國最優秀的格鬥選手揚名。 　　
- 導師：孫賢錫（車光洙（朝鲜语：차광수） 飾）

58歲，犯罪搜查節目導演及頻道總負責人 。